# 摩西·赫斯
摩西·赫斯（德語：Moses Hess，1812年1月21日—1875年4月6日），德裔犹太人哲学家、早期共产主义和犹太复国主义思想家，被认为是劳工犹太复国主义的创始人。

## 人物生平
1812年，摩西·赫斯出生在法国治下的波恩。他被以他的外祖父的名字命名，在法语的出生证明上，他的名字是“莫伊茲”（Moïse）。他的父亲是一名受任命的拉比（犹太教神职人员），但从未真正从事过神职。赫斯从祖父那里接受了犹太宗教教育，后来在波恩大学学习哲学，但未能毕业。
赫斯是早期的社会主义支持者，也被认为是后来被称作犹太复国主义思想的先驱。居住在巴黎的他承担着《莱茵报》记者的工作，这是一份由自由派的莱茵兰商人创办的激进报纸。他曾是《莱茵报》主编卡尔·马克思的朋友和重要同事。在马克思的建议下，他还结识了弗里德里希·恩格斯，赫斯通过介绍自己的思想理论，让恩格斯最初接触了共产主义。
1845年，马克思、恩格斯和赫斯三人在比利时布鲁塞尔避难，并曾住在同一条街上。到19世纪中叶，马克思、恩格斯因为思想上的分歧同赫斯爆发争论，马克思和恩格斯在《德意志意识形态》文章中的一部分批评了赫斯的著作，他们从此便分道扬镳。
1848年公社被镇压后，赫斯暂时逃往瑞士。在1870-71年普法战争期间，他再次出国流亡。在1850年代，赫斯全身心地投入到自然科学的研究中，通过自学为他的思想寻求科学基础。
1875年，赫斯于在巴黎去世。按照他的要求，他被安葬在科隆的犹太人墓地。1961年，他与一批其他社会主义犹太复国主义者一起被重新安葬在以色列的基尼烈公墓。

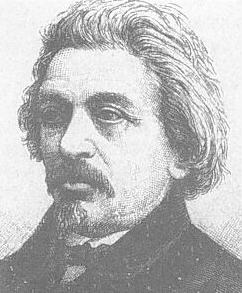
摩西·赫斯

## 思想观点
赫斯不愿将历史观完全建立在经济因素和阶级斗争之上（就像马克思和恩格斯所做的那样），他开始将种族民族的斗争视为历史发展的主要因素。
赫斯尽管在许多问题上与马克思观点不一，但仍然对其持赞许态度。据乔治·利彻姆（George Lichtheim）所说，赫斯在给亚历山大·赫尔岑的信中证实说，自己和赫尔岑所写的内容“类似于在纸上绘制的简洁草图，而马克思对这些事件（欧洲剧变）的判断就像是在时间的岩石上刻下了钢铁般的力量。”
1861年至1863年，赫斯住在德国，在那里他获悉了德国反犹主义浪潮的兴起。就在那时，他放弃了德语名“莫里茨”（Moritz）而恢复了他的犹太名“摩西”（Moses），以抗议对犹太人的同化。赫斯于1862年出版了《罗马和耶路撒冷》一书，他将历史解释为种族民族斗争的循环。他思考了意大利民族主义的兴起和德国人对此的反应，由此萌生了了犹太民族复兴的想法。而有先见之明的他清楚，德国人不会容忍异族的民族志向，尤其不能容忍犹太人。
在书中，他呼吁在巴勒斯坦建立一个犹太社会主义联邦。他认为这正符合欧洲新兴的民族主义运动趋势，是在现代世界对反犹主义的回应，也是维护犹太人种族身份的唯一途径。

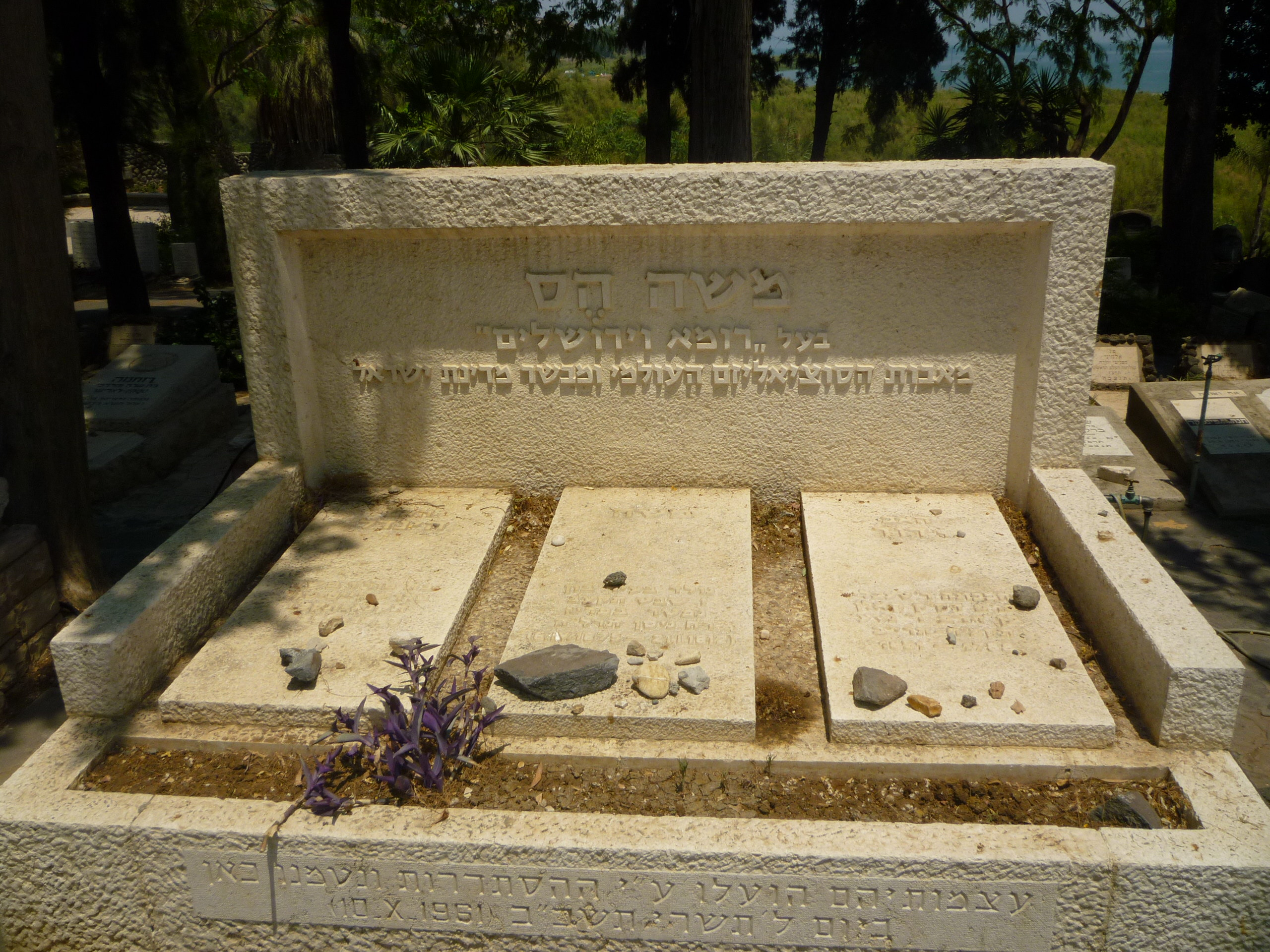
以色列基尼烈湖附近的赫斯墓

## 婚姻生活
赫斯同一位信天主教的贫穷女裁缝西比勒·佩施结婚（Sibylle Pesch）。尽管在赫斯去世之前他们的婚姻感情一直幸福稳定，但是有证据表明西比勒可能与弗里德里希·恩格斯有染，当时恩格斯正帮助她从比利时偷渡到法国与她的丈夫团聚，而这一事件可能导致赫斯同共产主义运动决裂。

## 学术成就
赫斯的《罗马和耶路撒冷：最后一个民族问题》在其生前没有引起人们的注意，因为大多数德国犹太人更喜欢接受文化同化。他的工作没有激发太多政治讨论。而当以色列国父西奥多·赫茨尔第一次阅读此书时，他写道：“在斯宾诺莎之后，犹太人中没有比这个被遗忘的摩西·赫斯更伟大的思想家了。”他说如果他事先知道《罗马和耶路撒冷》一书的存在，便不会再写出《犹太国》了。弗拉基米尔·泽耶夫·贾博廷斯基在《世界大战的犹太军团》中将赫斯誉为使贝尔福宣言成为可能的功臣之一，同西奥多·赫茨尔、沃尔特·罗斯柴尔德和莱昂·平斯克并列。

## 发表作品
- Holy History of Mankind (1837)
- European Triarchy (1841)
- Socialism and Communism (1842)
- Die Philosophie der Tat (The Philosophy of Action, 1843)
- On the Monetary System, also translated as On the Essence of Money[10](Über das Geldwesen, 1845)
- Communist Confession of Faith (London, 1846)[11]
- Consequences of a Revolution of the Proletariat (1847)
- Rome and Jerusalem Leipzig: Eduard Mengler (1862)
- Letters on the Mission of Israel (1864)
- High Finance and the Empire (1869)
- Les Collectivistes et les Communistes (1869)
- The Dynamic Theory of Matter (1877)
- Jüdische Schriften (anthology edited by Theodor Zlocisti; Berlin: Louis Lamm, 1905)

### 译作
- The Holy History and Mankind and Other Writings. ed. Shlomo Avineri (Cambridge University Press, 2005).
- The History of the Jews, Volume III, Graetz (1866–1867, into French)